# Волф Хайнрих фон Метерних
Волф Хайнрих фон Метерних (на немски: Wolf Heinrich Freiherr von Metternich; † 23 декември 1699) е фрайхер от род Метерних-Буршайд, господар на Буршайд, дворцов маршал на Курфюрство Трир , от 1674 г. дворцов майстер на Курфюрство Майнц.
Той е син на съветника на Курфюрство Трир Йохан Герхард фон Метерних, господар на Буршайд († 1644) и съпругата му Мария фон дер Лайен († 1660), дъщеря на Георг IV фон дер Лайен († ок. 1611), господар на Елтц и Лайнинген, и Катарина фон Елтц († 1598), дъщеря на Хайнрих фон Елтц († 1557), господар на Пирмонт и Рюбенах, и Йохана фон Елтер. Внук е на Дитрих фон Метерних, господар на Буршайд († 1600) и Катарина фон Вахтендонк, наследничка на Арвайлер.
Брат е на Лотар Фридрих фон Метерних-Буршайд (1617 – 1675), епископ на Шпайер (1652 – 1675), също архиепископ и курфюрст на Майнц (1673 – 1675) и епископ на Вормс (1673 – 1675).

## Фамилия
Волф Хайнрих фон Метерних се жени на 9 февруари 1654 г. за Анна Маргарета фон Шьонборн (* 10 ноември 1637; † сл. 4 август 1676/1668), сестра на Лотар Франц фон Шьонборн (1655 – 1729), княжески епископ на Бамберг (1693 – 1729), курфюрст и архиепископ на Майнц (1695 – 1729), дъщеря на фрайхер Филип Ервайн фон Шьонборн (1607 – 1668) и Мария Урсула Грайфенклау фон Фолрадс (1612 – 1682). Те имат 12 деца:
- Карл Каспар фон Метерних (1655 – 1655)
- Мария Урсула фон Метерних (1656 – 1727)
- Филип Карл фон Метерних (1658 – 1684)
- Лотар Ервин фон Метерних (1659 – 1659)
- Анна Мария Клара фон Метерних (* 14 март 1662, Буршайд; † 21 ноември 1719, Кобленц), наследничка на Буршайд, Доденбург и Еш, омъжена на 27 ноември 1690 г. за фрайхер Казимир Фридрих фон Кеселщат (* 4 юни 1664, Трир; † 17 март 1729, Кобленц)
- Мария Агата фон Метерних (* 1662; † 23 септември 1707)
- Мария Регина фон Метерних (* 1663)
- Катарина Елизабет фон Метерних (* 1664)
- Луиза Маргарета фон Метерних (* 1666)
- Франц Волфганг Николаус фон Метерних (* 1668; † 20/26 април 1690)
- Мария Анна София Тереза фон Метерних († сл. 18 януари 1722), наследничка на Буршайд, омъжена на	19 ноември 1691 г. за граф (от 2 април 1711) Карл Каспар Хуго фон Метерних (* сл. 25 октомври 1663; † 5 декември 1738), син на фрайхер Йохан Вилхелм фон Метерних-Мюленарк († 1673)
- Ева Франциска фон Метерних (* 1671; † 8 септември 1748)